# Montevideo (Minnesota)
Montevideo is een plaats (city) in de Amerikaanse staat Minnesota, en valt bestuurlijk gezien onder Chippewa County.

## Demografie
Bij de volkstelling in 2000 werd het aantal inwoners vastgesteld op 5346.
In 2006 is het aantal inwoners door het United States Census Bureau geschat op 5324, een daling van 22 (-0.4%).

## Geografie
Volgens het United States Census Bureau beslaat de plaats een oppervlakte van
11,7 km², waarvan 11,6 km² land en 0,1 km² water.

## Plaatsen in de nabije omgeving
De onderstaande figuur toont nabijgelegen plaatsen in een straal van 24 km rond Montevideo.